# Instytut Gospodarki Komunalnej
Instytut Gospodarki Komunalnej – jednostka organizacyjna Ministerstwa Gospodarki Komunalnej, istniejąca w latach 1951–1961, powołana z zadaniem prowadzenia prac naukowo-badawczych w dziedzinie technicznej, organizacyjnej i ekonomicznej, mającej na celu postęp techniczny, gospodarczy i organizacyjny gospodarki komunalnej i mieszkaniowej.

## Powołanie Instytutu
Na podstawie zarządzenia Ministra Gospodarki Komunalnej z 1951 r. w sprawie utworzenia Instytutu Gospodarki Komunalnej ustanowiono Instytut. Powołanie Instytutu pozostało w związku ustawą z 1951 r. o tworzeniu instytutów naukowo-badawczych dla potrzeb gospodarki narodowej.
Zwierzchni nadzór nad instytutem sprawował Minister Gospodarki Komunalnej.

## Zadania Instytutu
Zadaniem Instytutu było prowadzenie prac naukowo-badawczych, a w szczególności:
- stosunków i warunków mieszkaniowych pod kątem widzenia eksploatacji budynków mieszkalnych, ich remontu i konserwacji oraz organizowania urządzeń, mających na celu zbiorowe zaspakajanie potrzeb mieszkańców,
- urządzeń służących do zaopatrzenia ludności w wodę, do usuwania i utylizacji nieczystości, do zabezpieczenia czystości gleby, wody i powietrza w osiedlach, jak również urządzeń kąpielowych i pralniczych,
- urządzenia, utrzymanie i oświetlenie dróg, ulic, placów i innych obiektów komunikacyjnych w osiedlach,
- urządzenia i utrzymywania parków, skwerów, zieleńców, ogrodów działkowych, ogrodów jordanowskich i innych miejsc wypoczynku i rozrywki na świeżym powietrzu,
- urządzenia i utrzymywania cmentarzy oraz zakładów pogrzebowych,
- urządzeń komunikacji miejskiej i podmiejskiej,
- urządzeń służących do zaopatrzenia ludności w gaz, elektryczność i ogrzewanie,
- urządzeń służących do zapobiegania pożarów i walki z pożarami,
- urządzeń hotelowych,
- innych urządzeń komunalnych, jak również urządzeń pomocniczych służących bezpośrednio gospodarce komunalnej.

## Kierowanie instytutem
Na czele Instytutu stał dyrektor, który kierował samodzielnie działalnością Instytutu i był za nią odpowiedzialny. Dyrektor zarządzał instytutem przy pomocy dwóch zastępców. Zastępcy mieli przydzielony zakres prac, za który odpowiadali przed dyrektorem.

## Rada Naukowa
Przy Instytucie działała Rada Naukowa. Rada Naukowa składała się z przewodniczącego, jego zastępcy i 9 członków, powoływanych przez ministra na okres 3 lat spośród przedstawicieli nauki i znawców zagadnień wchodzących w zakres działania instytutu.
Do zadań Rady Naukowej należało:
- inicjowanie prac naukowo-badawczych,
- opiniowanie planów naukowo-badawczych i preliminarzy budżetowych Instytutu,
- wypowiadania się w sprawie organizacji Instytutu,
- rozpatrywanie innych spraw na zlecenie ministra lub na wniosek przewodniczącego Rady.

## Zniesienie Instytutu
Na podstawie zarządzenie Przewodniczącego Komitetu Pracy i Płac z 1961 r. w sprawie ustalenia wykazu instytutów naukowo-badawczych uważanych za instytuty techniczne zlikwidowano Instytut.